# Rick Colella
Rick Colella (n. 14 decembrie 1951, Seattle, Washington, SUA) este un înotător ce a reprezentat Statele Unite ale Americii, medaliat olimpic. A participat la 2 ediții ale Jocurilor Olimpice (1972, 1976) în care a câștigat două medalii de bronz.